# Холова
Холо́ва — река на северо-западе европейской части Российской Федерации. Протекает в Новгородской области, левый приток реки Мсты. Длина — 126 км, площадь бассейна — 1900 км², средний расход воды после впадения Мошни — 15,6 м³/с. Принадлежит к бассейну Невы и Балтийского моря.
У деревни Старое Рахино находятся две сопки новгородских словен, имеющих название «Поганое озеро», другая группа таких сопок на реке называется «Чёртова кухня».

## Течение
Холова вытекает из небольшого озера Холовец на Валдайской возвышенности. Высота истока — 158 метров над уровнем моря. После истока протекает через озёра Островно и Качан.
В верхнем течении река извилиста, ширина не превышает 10 метров, скорость течения высокая, в русле многочисленные перекаты и порожки. Берега реки одеты смешанным лесом.
За посёлком Крестцы скорость течения уменьшается, хотя ширина реки по-прежнему не превышает 10—12 метров. За 20 километров до впадения во Мсту характер реки меняется — она выходит на равнину, её ширина увеличивается до 30 метров, по берегам луга и сосновые рощи.

## Притоки (км от устья)
Крупнейшие притоки — Яймля (длина 42 км), Мошня (длина 63 км).
- 2,3 км: река Сиверка (лв)
- 16 км: река Ветренка (пр)
- 25 км: река Олешонка (пр)
- 32 км: река Винка (лв)
- 39 км: река Мошня (лв)
- 59 км: река Яймля (пр)
- 104 км: река Олешня (Олешонка) (пр)
- 106 км: река Каменка (пр)

## Населённые пункты

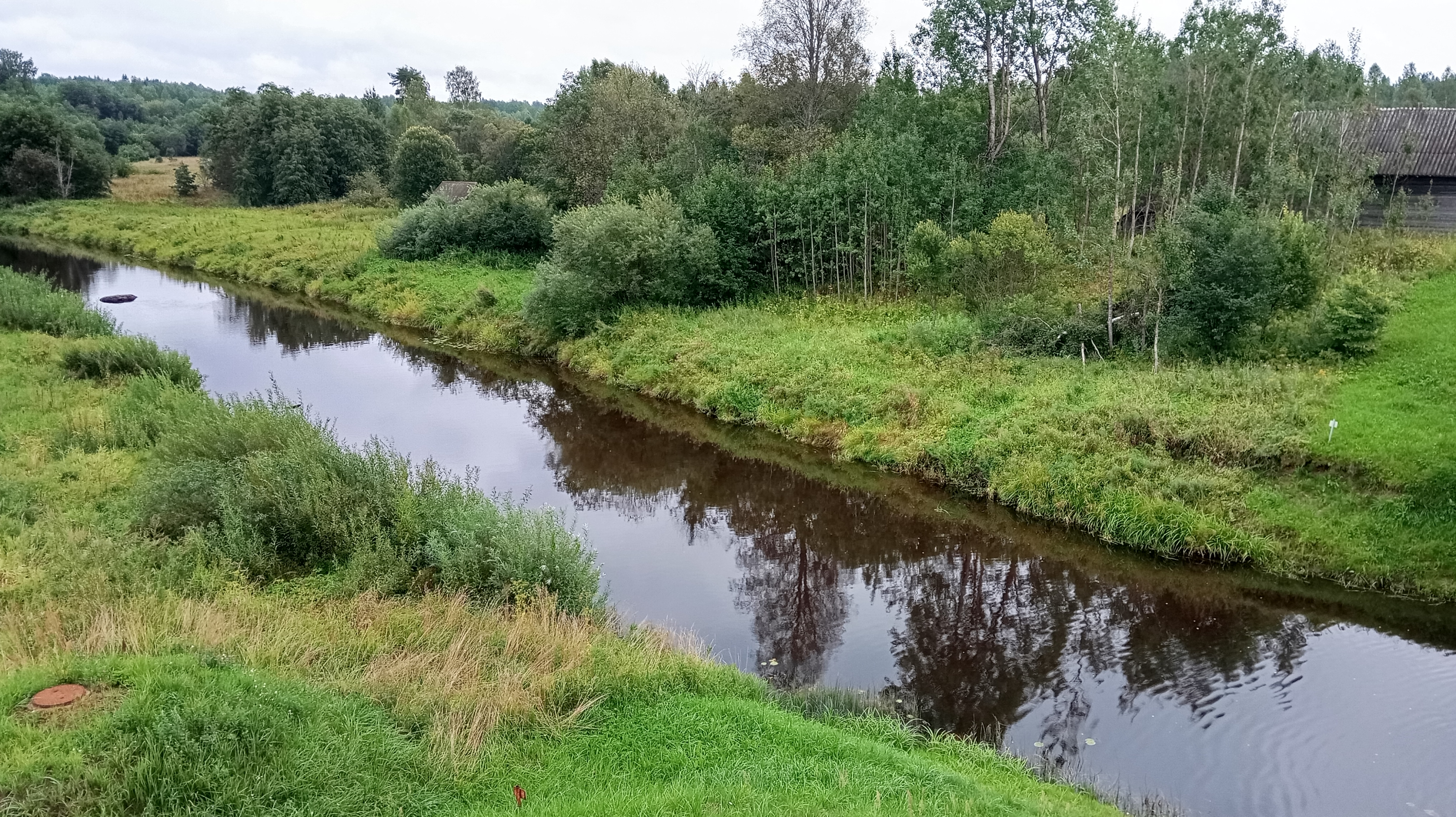
Река Холова в посёлке Крестцы. Вид с моста трассы М10.

Крупнейший населённый пункт на реке — посёлок городского типа Крестцы, районный центр Крестецкого района.
Другие крупные населённые пункты — деревни Локотско, Старое Рахино, село Ямская Слобода.